# Mirrors
Mirrors är en låt av Justin Timberlake från albumet The 20/20 Experience som släpptes den 11 februari 2013. Den har placerat sig som bäst den 15 juni 2013 på plats nummer 2 på Billboard Hot 100 och den 23 februari 2013 på plats nummer 1 i Storbritannien.